# Membranschalter für Füllstandanzeige und Materialstauüberwachung
Membranschalter sind rein mechanische Messgeräte, die in verschiedenen Branchen einerseits zur Erkennung eines bestimmten Füllstandniveaus des Schüttguts im Silo oder Behälter und andererseits zur Überwachung von Materialstau  in Fördereinrichtungen, wie beispielsweise Schneckenförderer, zum Einsatz kommen.

## Technischer Aufbau
Ein Membranschalter besteht im Wesentlichen aus einem einseitig offenen Gehäuse, in dem ein Mikroschalter und ein Stößel mit Feder verbaut sind. Die offene Seite wird mit einer Membrane abgedeckt und mittels eines Halterings auf dem Gehäuse befestigt. Gehäuse und Haltering bestehen aus Aluminium oder Edelstahl. Die Membrane wird je nach Applikation aus NBR, Viton oder Edelstahl gefertigt.

## Funktionsweise

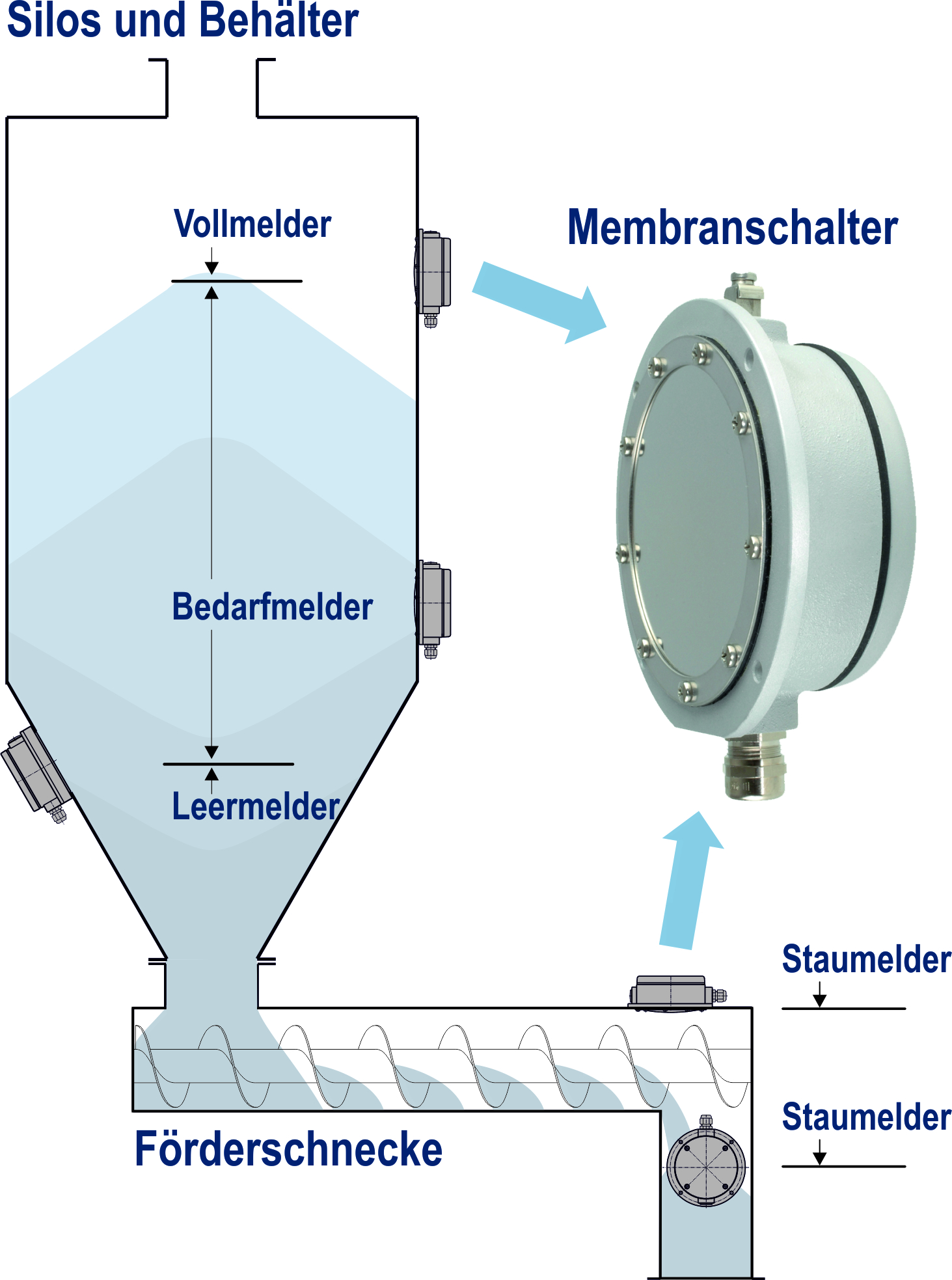
MOLOSmembran-Schalter für Füllstandanzeige und Materialstauüberwachung von Schüttgütern

Membranschalter sind mechanische Schalter für die unterschiedlichsten Schüttgüter. Sobald das Füllgut den Sensor erreicht, erfolgt der Schaltvorgang durch den Druck des Schüttguts auf die Membrane. Dabei betätigt die Membrane über einen Stößel einen Mikroschalter, der ein elektrisches Signal von bis zu 4 A bei 250 V(AC) schaltet. Sobald das Füllgut den Sensor wieder frei gibt, wird die Membrane mittels Federkraft zurück in die Ausgangslage gebracht und der Mikroschalter erneut betätigt. Dieser Sensor benötigt keinerlei Hilfsenergie, da die Schwerkraft des Füllguts und Federkraft für die erforderliche Schaltenergie sorgen.

## Einsatzbereich und Möglichkeiten
Das einfache Messprinzip der Membranschalter eignet sich für die Voll-, Leer- oder Bedarfmelder in Silos oder Behältern, die mit staub- und pulverförmigen, granulierten oder körnigen Schüttgütern mit einer maximalen Körnung bis 100 mm und mit einem Schüttgewicht von etwa 0,1 bis 3,0 g/cm³ gefüllt sind. Darüber hinaus wird der Membranschalter auch häufig zur Überwachung des Materialflusses eingesetzt. Dazu wird dieser über dem Auslauf der Schnecke eines Schneckenförderers montiert und sobald es einen Materialrückstau gibt, wird der Membranschalter betätigt, die Schnecke gestoppt und ein Störsignal ausgegeben.
Da kein Teil des Sensors in das Innere des Silos oder Fördergeräts hineinragt, ist er für viele Anwendungen die ideale Lösung. Die unterschiedlichen Ausführungen der Sensoren ermöglichen einerseits die optimale Anpassung auch an sehr schwierige Einsatzbedingungen und bieten andererseits die Möglichkeit einer äußerst preiswerten und automatisierten Füllstandanzeige. Die größten Vorteile dieser Membranschalter sind die hohe Energieeffizienz und der Entfall aufwendiger Installationsarbeiten. So entfällt die Verlegung von Versorgungskabeln und die Inbetriebnahme ist äußerst einfach, da eine Justierung oder Kalibrierung des Messgeräts nicht notwendig ist.